# Поляков Василь Леонідович
Василь Леонідович Поляков (народився 2 березня 1972 в Краматорську Донецької області) - український політик, бізнесмен, співвласник Групи компаній «АІС» («Автоінвестстрой»).

## Біографія
Народився 2 березня 1972 році в Краматорську Донецької області, незабаром сім'я переїхала до Харкова.
У 1992 році закінчив економічний факультет Харківського державного університету.
У 1997 році захистив кандидатську дисертацію, а в 2001 році закінчив Харківську юридичну академію.
1994-1997 рр. - завідувач відділом планування в українсько-литовської страхової компанії «Автоінвестстрой».
1997-1999 рр. - на посадах консультанта по збуту товарів, генерального директора в українсько-латвійському АТ «Автоінвестстрой».
1999-2000 рр. - обіймав посаду генерального директора на підприємстві з іноземними інвестиціями автомобільного товариства «АІС».
09.2000 р. - обіймав посаду генерального директора на підприємстві з іноземними інвестиціями автомобільного товариства «АІС-Імпорт».
З 10.2000 р. - обіймає посаду директора корпорації «Автоінвестстрой».
З 08.2003 р. - голова ради директорів, корпорація «АІС».
2006-2007 рр. - народний депутат України 5-го скликання (від Соціалістичної партії України).
Заступник директора асоціації "Бізнес Центр "Правозахист".
З 2012 р. - Народний депутат України 7-го скликання (обраний в листопаді 2012 року за списком Партії регіонів).
Є співзасновником і головою наглядової ради Групи компаній «АІС».
У 2010 році Василь Поляков зайняв 97 місце рейтингу «Золота сотня» журналу «Кореспондент» зі статком $ 32 млн. У 2013 році видання «Фокус» оцінило статки бізнесмена в $ 42,4 млн (178 місце списку «200 найбільших богатих людей України»).
Одружений, виховує двох синів і дочку.